# Schlacht bei Welbaschd
Die Schlacht bei Welbaschd am 28. Juli 1330 (bulgarisch Велбъждската битка, serbisch Битка код Велбужда Bitka kod Velbužda), in der das Heer Serbiens die Truppen Bulgariens vernichtend schlug, markiert den Durchbruch Serbiens zur Vormachtstellung auf der Balkanhalbinsel im 14. Jahrhundert ebenso wie den damit einsetzenden Verfall von Bulgarien und Byzanz. Sie führte schließlich dazu, dass beide Reiche (wie später auch Serbien selbst) in die Hände der Osmanen gelangten, womit der Grundstein für die jahrhundertelange osmanische Herrschaft in Südosteuropa gelegt wurde.
Die Herrscherdynastie der Palaiologen (1261–1453) konnte die vormals beherrschende Stellung von Byzanz im westlichen Teil der Balkanhalbinsel nie zurückgewinnen, sondern musste sie den Serben überlassen. Nachdem 1282 Stefan Uroš II. Milutin (1282–1321) das heutige Nordmazedonien von Byzanz erobert hatte, dehnte er seinen Einfluss auf Bosnien und an die albanische Adriaküste aus. Geordnete Verwaltung und die systematische Hebung der Wirtschaftskraft seines Reichs kennzeichnen seine lange Regierungszeit. Die Erschließung reicher Bodenschätze (Gold, Silber, Blei, Kupfer, Eisen) bot die wirtschaftliche Voraussetzung für den glanzvollen Aufstieg Serbiens im 14. Jahrhundert.
Bulgarien und Byzanz, das in Kleinasien von den vorrückenden Osmanen bedrängt wurde, wollten sich mit diesem Aufstieg Serbiens nicht abfinden und beschlossen daher, gemeinsam vorzugehen. Stefan Uroš III. Dečanski (1321–1331) kam jedoch der Vereinigung der byzantinischen und bulgarischen Truppen zuvor und schlug am 28. Juli 1330 in der Entscheidungsschlacht bei Welbaschd (dem Velebusdus der Antike, heute Kjustendil) das bulgarische Herr vernichtend. Zar Michael III. Schischman fiel in der Schlacht.

## Schlachtverlauf
Zar Michael führte ein Heer von wahrscheinlich 15.000 Mann an, darunter zahlreiche walachische, tatarische und jassische Hilfstruppen, die er bei Widin empfangen hatte.
Zum Ziel hatte er, sein Heer mit dem von Andronikos III. zu vereinigen, das sich in Pelagonien postiert hatte, und dann gemeinsam gegen Stefan Dečanski zu marschieren. Hierbei wurde er aber von Stefan Dečanski bei Welbaschd abgefangen.
Das Heer Stefan Dečanskis zählte historischen Schätzungen zufolge zwischen 15.000 und 18.000 Mann. In seinem Heer befanden sich katalanische Söldner, angeblich an die 1.000 schwer gepanzerte Reiter, unter ihnen ehemalige Mitglieder der katalanischen Kompanie, wie auch deutsche Söldner (nach Mavro Orbini im 17. Jh. an die 1.300 deutsche Söldner, diese Zahl wird aber wahrscheinlich übertrieben sein, da Orbini ebenso das serbische Heer an die 80.000 Mann zählt). Einen Teil, darunter die katalanischen und deutschen Söldner, hielt Stefan Dečanski als Nachhut zurück, geführt von seinem Sohn Stefan Dušan. Damit entstand bei Michael der Eindruck, das Heer von Stefan Dečanski sei deutlich kleiner als das seinige und er wähnte sich eines Sieges sicher. Dieser Eindruck wurde durch die Verhandlungsbeschwörungen seitens Stefan Dečanskis verstärkt. Siegessicher wurde Michael unvorsichtig und traf keine besonderen Vorbereitungen gegen mögliche Überraschungsangriffe auf sein Lager. Einige bulgarische Historiker meinen sogar, Michael hatte mit Stefan Dečanski einen Friedensvertrag geschlossen, den aber Dečanski nicht eingehalten habe.
Am Morgen am 28. Juli folgte der serbische Angriff, der die Bulgaren gänzlich unvorbereitet traf. Die ersten bulgarischen Linien wurden durchbrochen. Die Bulgaren setzten zum Rückzug, wurden aber noch einmal abgefangen und in einer Entscheidungsschlacht, in der sich besonders der Prinz Stefan Dušan mit seiner Nachhut auszeichnete, endgültig geschlagen. Von der bulgarischen Niederlage erfahrend, rückte auch Andronikos III. von weiteren Aktionen gegen Serbien ab.

## Nachwirkungen der Schlacht

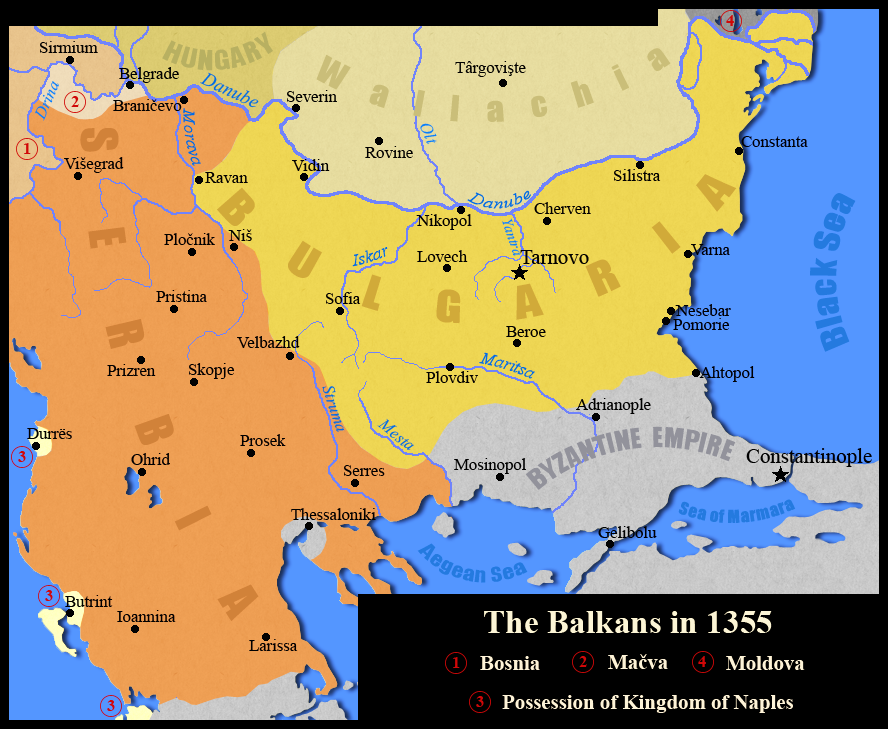
Die Balkanhalbinsel um 1355

Mit der Schlacht bei Welbaschd erreichte der serbische Staat der Nemanjiden den Durchbruch zur führenden Regionalmacht auf der Balkanhalbinsel, der sich schon unter König Milutin abgezeichnet hatte. Stefan Dečanski wurde jedoch um die Früchte seines Sieges betrogen: Der mitregierende Prinz Stefan Dušan, der durch seinen Mut maßgeblich zum Erfolg in der Schlacht bei Welbaschd beigetragen hatte, war dadurch sehr populär geworden und wurde von einem wachsenden Anhang im serbischen Hochadel unterstützt. Er konnte den König absetzen und gefangen nehmen; nur wenige Monate später kam dieser bei einem Fluchtversuch ums Leben.
Als neuer König (1331–1355) baute Stefan Dušan ein serbisches Großreich auf, das sich im Westen bis zur Küste Dalmatiens und Albaniens (mit Ausnahme von Durazzo, das den Anjous verblieb) erstreckte, im Süden Epirus, Mazedonien und Teile Mittelgriechenlands umfasste und im Norden fast bis nach Belgrad reichte. Am 16. April 1346 ließ er sich in Skopje durch den serbischen Patriarchen zum „Kaiser der Serben und Griechen“ krönen.
Der auf der Verliererseite stehende Gründer des Fürstentums Walachei, Basarab I. wurde noch im selben Jahr vom König von Ungarn, Karl I. Robert, angegriffen. Ungarn versuchte, die Schwächung Basarabs zu nutzen und seine Vorherrschaft in der Walachei wiederherzustellen, scheiterte damit aber im November in der Schlacht bei Posada.